# Ant Banks
Ant Banks (* als Anthony Banks) ist ein US-amerikanischer Rapper und Musikproduzent der Stilrichtungen Westcoast-Hip-Hop, Gangsta-Rap und G-Funk.

## Biografie
Ant Banks stammt aus der San Francisco Bay Area. Seine Musikkarriere begann er mit der Zusammenarbeit mit dem vor allem dort sehr bekannten Too Short. Von 1989 bis 1992 war er außerdem an mehreren Alben von Spice 1 und Pooh-Man, sowie am Soundtrack zum Film Juice – City-War als Produzent, Toningenieur, Abmischer und Gastmusiker beteiligt. Seinen ersten Auftritt als Solokünstler hatte er auf dem Soundtrack zu Menace II Society mit dem Lied „Packin′ A Gun“.
Seine dadurch gute Vernetzung in der Hip-Hop-Szene der Bay Area brachte Ant Banks schließlich einen Vertrag bei Jive Records ein. Über dieses Label veröffentlichte er 1993 sein Debütalbum „Sittin' on Somethin' Phat“. Auf dem Werk waren, ungewöhnlich für den Westküsten-Rap dieser Zeit, live eingespielte Instrumente zu hören, unter anderem eine von Michael Hampton von Parliament gespielte Gitarre. Der Langspieler konnte sich für einige Wochen in den Billboard 200 halten und erreichte dabei die Spitzenposition 123.
Mit dem Nachfolger „The Big Bad Ass“ von 1994 übertraf er dieses Ergebnis noch und gelangte auf Platz 80 der US-Albumcharts. Das dritte Album „Do or Die“ war jedoch in dieser Hinsicht eine Enttäuschung und wurde nur in den Spartencharts „R&B Albums“ des Billboard-Magazins geführt.
Daraufhin nahm Ant Banks zunächst unter dem Namen The Dangerous Crew ein Gruppenalbum gemeinsam mit Too Short, Goldy und Father Dom auf und ließ diesem 1997 sein viertes Soloalbum „Big Thangs“ folgen. Dabei verließ er sich auf zahlreiche Features von bekannten Rappern der Westküste der USA wie 2Pac, Ice Cube und E-40. Damit traf er den Massengeschmack und hatte mit Platz 20 der Billboard 200 den größten Charterfolg seiner Solokarriere.
Diese beendete er damit auch und gründete die Gruppe T.W.D.Y., mit der er 1999 und 2000 noch zwei Alben aufnahm. Anschließend war er wie zu Beginn seiner Laufbahn wieder vorrangig als Produzent tätig. Während er zu Beginn der 2000er noch für Künstler wie Too Short, Keak da Sneak, Roots Manuva, Celly Cel oder Rappin’ 4-Tay arbeitete, nahm wenig später die Anzahl seiner Produktionen deutlich ab und er war nur noch auf Liedern unbekannterer Musiker zu hören.

## Diskografie

### Alben
- 1993: Sittin’ on Somethin’ Phat
- 1994: The Big Bad Ass
- 1995: Do or Die
- 1997: Big Thangs

### Kompilation
- 1998: The Best of Ant Banks

### Singles
- 1993: Late Nite
- 1993: Livin’ the Life
- 1994: Parlayin’
- 1995: I Think I Wanna Die (Losin’ It)